# Phare de Scoglio d'Africa
Le phare de Scoglio d'Africa (en italien : Faro di Scoglio d'Africa) est un phare actif situé sur le récif Scorpio d'Africa au sud de l'île de Pianosa (Archipel toscan) faisant partie du territoire de la commune de Campo nell'Elba sur l'île d'Elbe (province de Livourne), dans la région de Toscane en Italie. Il est géré par la Marina Militare et le Parc national de l'archipel toscan.

## Histoire
Un premier phare, haut d'environ 5 m, a été mis en service en 1867 sur Scoglio d'Africa par la Regia Marina. Cet îlot se trouve à 30 km au sud de l'île de Pianosa et à 5 km au nord-ouest de l'île de Montecristo.
Au début des années 2000, il a été remplacé par un phare plus haut, entièrement automatisé et alimenté par des panneaux photovoltaïques.

## Description
Le phare  est une tour cylindrique en pierre grise de 16 m de haut, avec galerie et lanterne, surmontant un socle circulaire en béton. La tour est non peinte et le dôme de la lanterne est gris métallique. Il émet, à une hauteur focale de 19 m, un éclat blanc toutes les 5 secondes. Sa portée est de 12 milles nautiques (environ 22 km).
Identifiant : ARLHS : ITA-160 ; EF-2096 - Amirauté : E1454 - NGA : 8976 .

## Caractéristiques dufeu maritime
Fréquence : 5 secondes (W)
- Lumière : 1 seconde
- Obscurité : 4 secondes

|                 |
| Archipel Toscan |

### Lien connexe
- Liste des phares de l'Italie